# 14024 Procol Harum
14024 Procol Harum este o planetă minoră (asteroid), cu un diametru de 3,872 km, din centura de asteroizi. A fost descoperită pe 9 septembrie 1994 la osservatorio astronomico di Sormano⁠(d) de Piero Sicoli⁠(d) și a fost numită după Procol Harum. 
Obiectul prezintă o orbită caracterizată de o semiaxă mare de 2,5521867 UAi, o excentricitate de 0,26, o înclinație de 2,42829 ° în raport cu ecliptica.